# Adetus tibialis
Adetus tibialis är en skalbaggsart som beskrevs av Stefan von Breuning 1943. Adetus tibialis ingår i släktet Adetus och familjen långhorningar. Inga underarter finns listade i Catalogue of Life.